# Partit Popular Democristià de Suïssa
El Partit Popular Democristià de Suïssa (en alemany:Christlich Demokratische Volkspartei, en francès:Parti Démocrate-Chrétien Suisse, en italià:Partito Popolare Democratico Svizzero, en romanx:Partida Cristiandemocratica Svizra) és un partit polític suís democristià fundat en 1848 com a Partit Catòlic Conservador.
Va néixer per a representar els interessos dels cantons de majoria catòlica en una Suïssa de majoria protestant. El 1919 va adoptar el nom de Partit Catòlic Conservador de Suïssa (Katholische-Konservative Partei der Schweiz) i va ocupar dos dels set escons al gabinet. Ajudat pel clima polític de la postguerra, el partit va tenir el seu apogeu en la dècada de 1950: Va estar representat per la delegació parlamentària més gran a l'Assemblea Nacional, i des de 1954-1958 va ocupar la part tres dels set escons al gabinet. No obstant això, el partit va haver de renunciar a la tercera plaça a favor de la Zauberformel, que va ser presentada al gabinet el 1959. El 1957 va canviar el seu nom pel de Partit Popular Conservador Cristiàsocial (Konservative-Christlichsoziale Volkspartei). En 1970 va adoptar el seu nom actual.
És membre de la coalició de govern federal, a les eleccions federals suïsses de 2003 va obtenir el 14,4% dels vots aconseguint 28 diputats al Consell Nacional de Suïssa, que van augmentar a 31 a les eleccions de 2007. És un partit polític de centredreta.

## Presidents
- 1986-1992 Eva Segmüller, St. Gallen
- 1992-1994 Carlo Schmid, Appenzell Inner-Rhoden
- 1994-1997 Anton Cottier, Friburg
- 1997-2001 Adalbert Durrer, Obwalden
- 2001-2004 Philipp Stähelin, Turgòvia
- 2004-2006 Doris Leuthard, Aargau
- 2006- Christophe Darbellay, Valais